# Grant Shapps
Grant Shapps (ur. 14 września 1968 w Watford) – brytyjski przedsiębiorca i polityk, członek Partii Konserwatywnej. Od 2005 do 2024 członek Izby Gmin, w latach 2012-2015 współprzewodniczący Partii Konserwatywnej i zarazem minister bez teki w gabinecie Davida Camerona. Od 24 lipca 2019 do 6 września 2022 minister transportu w Gabinecie Borisa Johnsona, od 19 października 2022 do 25 października 2022 minister spraw wewnętrznych w gabinecie Liz Truss. Od 25 października 2022 do 7 lutego 2023 minister handlu i przemysłu w gabinecie Rishiego Sunaka. Od 31 sierpnia 2023 do 5 lipca 2024 minister obrony w tym samym gabinecie.

## Życiorys

### Pochodzenie i kariera zawodowa
Pochodzi z rodziny brytyjskich Żydów, jako nastolatek działał w organizacji młodzieży żydowskiej BBYO. Jest absolwentem finansów i zarządzania na Manchester Polytechnic. Po studiach założył własną firmę pod nazwą PrintHouse, świadczącą usługi poligraficzne i reklamowe, a później także internetowe. W 2012 prasa ujawniła, iż innym polem jego działalności biznesowej była sprzedaż oprogramowania umożliwiającego właścicielom stron internetowych zwiększenie wpływów z sieci reklamowej Google, przy czym później strony używające tej techniki były usuwane przez Google z wyników wyszukiwarki jako łamiące jej zasady.

### Kariera polityczna
W latach 1997 i 2001 Shapps dwukrotnie startował bez powodzenia w wyborach do Izby Gmin z ramienia Partii Konserwatywnej. Udało mu się uzyskać mandat parlamentarny za trzecim razem, podczas wyborów w 2005. Kiedy wkrótce później nowym liderem partii został David Cameron, Shapps otrzymał stanowisko jej wiceprzewodniczącego (co w polskiej terminologii odpowiadałoby zastępcy sekretarza generalnego), odpowiedzialnego za kwestie wyborcze. W 2007 dołączył do zespołu rzeczników partii jako specjalista ds. mieszkalnictwa. Nie był wówczas formalnie członkiem gabinetu cieni, ale miał prawo uczestniczyć w jego posiedzeniach.
Po wyborach w 2010, w wyniku których powstał koalicyjny rząd konserwatystów i Liberalnych Demokratów, Shapps trafił do resortu społeczności i samorządów lokalnych, gdzie był wiceministrem odpowiedzialnym za mieszkalnictwo i samorząd terytorialny. Jednocześnie stanął na czele międzyresortowej grupy roboczej zajmującej się walką z bezdomnością. Podczas rekonstrukcji rządu w 2012 roku został mianowany współprzewodniczącym partii (obok lorda Feldmana) i zarazem ministrem bez teki w randze członka Gabinetu. Po wyborach w 2015 roku stracił dotychczasowe stanowiska i miejsca w gabinecie, ale pozostał w rządzie jako minister stanu (co odpowiada sekretarzowi stanu w polskiej terminologii) w resorcie rozwoju międzynarodowego.
Od 24 lipca 2019 do 6 września 2022 był ministrem transportu w Gabinecie Borisa Johnsona. 19 października 2022 został powołany na ministra spraw wewnętrznych w gabinecie Liz Truss na miejsce Suelli Braverman, która podała się do domysji. Po rezygnacji premier Liz Truss, 25 października 2022 został przez jej następcę Rishiego Sunaka powołany na stanowisko ministra handlu i przemysłu.
W 2024 nie został ponownie wybrany do Izby Gmin.

### Życie prywatne
Od 1997 jest żonaty z Belindą Goldstone. Mają troje dzieci. W 2007 Shapps ujawnił, iż cała trójka została poczęta metodą in vitro, co miało związek z jego kłopotami ze zdrowiem wywołanymi przez chemioterapię, jakiej poddał się w 2000 roku, chorując na nowotwór.